# Motel Shot
Motel Shot är ett musikalbum av Delaney & Bonnie & Friends lanserat 1971 på Atco Records. Det var deras femte studioalbum och det innehåller bland annat deras största singelhit "Never Ending Song of Love". Albumet är till skillnad från gruppens tidigare album mestadels inspelat med akustiska instrument. Albumet nådde plats 65 på Billboard 200-listan. Bland medverkande gästmusiker på skivan märks bland andra Duane Allman, Dave Mason, Gram Parsons, Bobby Keys, Leon Russell och Joe Cocker.

## Låtlista
(kompositör inom parentes)
1. "Where the Soul Never Dies" (Trad.) - 3:24
2. "Will the Circle Be Unbroken" (A.P. Carter) - 2:42
3. "Rock of Ages" (Trad.) - 2:17
4. "Long Road Ahead" (Delaney Bramlett, Bonnie Bramlett, Carl Radle) - 3:25
5. "Faded Love" (Bob Wills, Johnnie Wills) - 4:03
6. "Talkin' about Jesus" (Trad.) - 6:51
7. "Come On In My Kitchen" (Robert Johnson) - 2:41
8. "Don't Deceive Me (Please Don't Go)" (Chuck Willis) - 3:54
9. "Never Ending Song of Love" (Delaney Bramlett) - 3:20
10. "Sing My Way Home" (Delaney Bramlett) - 4:02
11. "Goin' Down the Road Feelin' Bad" (Trad, Delaney Bramlett) - 5:12
12. "Lonesome and a Long Way from Home" (Delaney Bramlett, Bonnie Bramlett, Leon Russell) - 3:55